# 扎丹巴·恩赫巴亚尔
扎丹巴·恩赫巴亚尔（？—）蒙古族，籍贯不详，蒙古国政治人物。

## 生平
恩赫巴亚尔是蒙古人民党党员。2012年1月，被任命为蒙古国国防部部长。2012年，恩赫巴亚尔当选国家大呼拉尔委员。